# Liste des titres musicaux numéro un en Allemagne en 1954
Cette page liste les titres numéro un dans les meilleures ventes de disques en Allemagne pour l'année 1954 selon Media Control Charts. 
Les classements sont issus des 100 meilleures ventes de singles. Ils se déroulent du vendredi au jeudi, et sont publiés le mardi par l'industrie musicale allemande.

## Classement des singles
| №  | Date      | Artiste                       | Titre                             |
| -- | --------- | ----------------------------- | --------------------------------- |
| 3  | Mars      | Die Zehn Whiskys              | Wir wir wir haben ein Klavier     |
| 4  | Avril     | Die Zehn Whiskys              | Wir wir wir haben ein Klavier     |
| 5  | Mai       | Lys Assia                     | Schwedenmädel                     |
| 6  | Juin      | Friedel Hensch und die Cyprys | Heideröslein                      |
| 7  | Juillet   | Friedel Hensch und die Cyprys | Heideröslein                      |
| 8  | Août      | Friedel Hensch und die Cyprys | Heideröslein                      |
| 9  | Septembre | Hans-Arno Simon               | Wodka-Fox                         |
| 10 | Octobre   | Hans-Arno Simon               | Wodka-Fox                         |
| 11 | Novembre  | Werner Dies                   | Schuster bleib bei deinen Leisten |
| 12 | Décembre  | Golgowsky-Quartett            | Am 30. Mai ist der Weltuntergang  |